# 7-ball

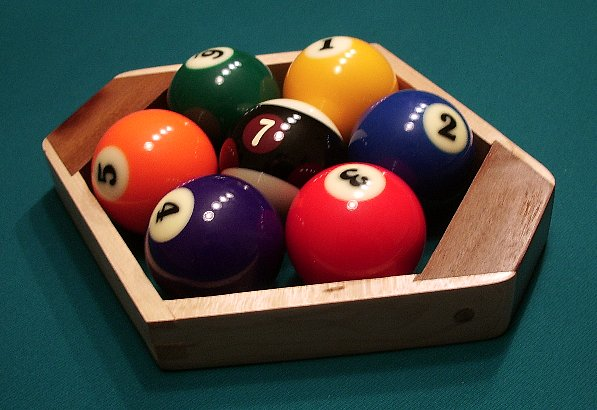
De gekleurde ballen van het 7-ball in de beginopstelling, in dit geval met een speciale 7-ball in het midden

Het 7-ball  is een spelvariant in het poolbiljarten. Het wordt gespeeld met de zeven 'volle' ballen uit de standaardset poolballen, waar ook de nummers één tot en met zeven op staan. Er bestaat tevens een speciale 'gestreepte' 7-ball die gebruikt kan worden om de standaard (bruine) 'volle 7' te vervangen voor een duidelijker onderscheid (zie afbeelding).

## Uitvoering
Speler A stoot af. Zodra dat is gebeurd, wijst speler B zijn opponent één lange band toe. De drie pockets op die band zijn de enige die speler A de rest van het spel mag gebruiken om ballen te potten. Speler B mag alleen de drie pockets aan de andere band gebruiken.
Vervolgens wordt het spel gespeeld zoals 9-ball, alleen dan met de 7-ball als beslissende bal in plaats van de gestreepte 9-ball. Dat wil zeggen dat een rack wordt gewonnen als een van beide spelers de 7-ball pot in een van de drie voor hem bestemde pockets. Iedere beurt moet de bal met het laagste nummer dat nog op tafel ligt als eerste geraakt worden met de witte stootbal. Een speler kan dus winnen door de 7-ball te potten nadat de nummers één tot en met zes al zijn weggespeeld, óf door een van de lagere nummers zo tegen de 7-ball  aan te spelen dat die in een pocket belandt.

## Toernooien
Het 7-ball is een erkende variant in het professionele poolen. Het werd bijvoorbeeld gespeeld op het ESPN Sudden Death Seven-ball-toernooi (2000-2005). Dit werd gewonnen door achtereenvolgens Mika Immonen (2000), Corey Deuel (2001), Francisco Bustamante (2002), Johnny Archer (2003), nogmaals Deuel (2004) en Thorsten Hohmann (2005).